# Campylotropis howellii
Campylotropis howellii är en ärtväxtart som beskrevs av Anton Karl Schindler. Campylotropis howellii ingår i släktet Campylotropis och familjen ärtväxter. Inga underarter finns listade i Catalogue of Life.